# QtWeb
QtWeb（キュートウェブ）は、Qt framework および WebKit を使用した Windows および Mac OS X、Linux、UNIX で動作するフリーでオープンソースのウェブブラウザ。

## 特徴
実行ファイルのサイズが小さく動作は軽快であり、USBメモリからも実行可能でポータブルな特徴を持つ。また、UI を異なるOSの見た目へ簡単に変更することが出来る。発表当初は「軽い」「速い」「使いやすい」の鳴り物入りで迎えられたが、Qt5へのヴァージョンアップを渋った結果開発が止まってしまい、2015年1月時点で更新は全く行われておらず，2025年にはサイトが閉鎖され開発は完全に終了したと見られる。
QtWebの特徴や利点は、短期間後発のQupZilla(現Falkon)が引き継いでいた。QtWebはpdfへのコンバートを売りにしていたが、QupZillaはこれがpngのスクリーンショットに置き換えられていた。

## 現在
QtwebをShift-Jis対応日本語版にする有志が現れ、Qt5.3.1で起動するように改めたヴァージョンが2013年以降公開されている。
2025年初めに，公式サイト別のサイトにすり替わったのちに閉鎖された。

## 更新履歴
- 2009年
  - 3月23日 - バージョン2.0リリース。UIのカスタマイズ機能の充実、印刷プレビューの搭載など。
  - 5月28日 - バージョン2.5リリース。純粋に単独なポータブル実行ファイルとなった。
  - 7月18日 - バージョン3.0リリース。マウスジェスチャーおよび広告ブロック機能を搭載。
  - 9月11日 - バージョン3.1リリース。多言語に対応。
  - 11月27日 - バージョン3.2リリース。Torrentクライアント機能を搭載。UIの日本語化に対応。
- 2010年
  - 2月9日 - バージョン3.3リリース。動作速度を向上。
  - 10月19日 - バージョン3.5リリース。Qt FrameworkおよびWebKit、JavaScriptコアを更新。Microsoft Windows版に加えてMac OS X版が公開された。
  - 12月2日 - バージョン3.7リリース。対応OSにLinuxおよびUNIXが追加された。
- 2013年
  - 5月27日 - バージョン3.8.4リリース。各種調整とバグの修正が行われた。
  - 9月9日 - バージョン3.8.5リリース。